# شهردار کوالالامپور
شهردار کوالالامپور (به انگلیسی: Mayor of Kuala Lumpur) (مالایی:Datuk Bandar Kuala Lumpur) مدیر اجرایی اداره حکومت محلی کوالا لامپور، پایتخت و بزرگ‌ترین شهر مالزی است. هر سال شهردار کوالالامپور، بودجه شهر کوالالامپور را به شهرداری کوالالامپور ارائه می‌کند.

## فهرست شهردارهای کوالالامپور
از سال ۱۹۷۲ تا اکنون، تعداد ۱۴ شهردار مدیریت شهر را برعهده داشته‌اند. فهرست شهرداران از ابتدا تا حال حاضر در جدول ذیل ذکر شده است:
| شماره. | شهردار                                  | دوره مدیریت    | دوره مدیریت     | دوره مدیریت     |
| شماره. | شهردار                                  | شروع مدیریت    | پایان مدیریت    | مدت زمان مدیریت |
| ------ | --------------------------------------- | -------------- | --------------- | --------------- |
| ۱.     | لقمان یوسف                              | ۱ فوریه ۱۹۷۲   | ۱۳ مه ۱۹۷۲      | ۱۰۳ روز         |
| ۲.     | یعقوب عبداللطیف                         | ۱ ژوئیه ۱۹۷۲   | ۳۱ اکتبر ۱۹۸۰   | ۸ سال، ۱۲۳ روز  |
| ۳.     | الیاس عمر                               | ۱ نوامبر ۱۹۸۰  | ۱۷ سپتامبر ۱۹۹۲ | ۱۱ سال، ۳۲۲ روز |
| ۴.     | مزلان احمد                              | ۱۷ نوامبر ۱۹۹۲ | ۱۲ دسامبر ۱۹۹۵  | ۳ سال، ۲۶ روز   |
| ۵.     | قمرالزمان شریف                          | ۱۳ دسامبر ۱۹۹۵ | ۱۳ دسامبر ۲۰۰۱  | ۶ سال، ۱ روز    |
| ۶.     | محمد سعید محمد توفیق                    | ۱۴ دسامبر ۲۰۰۱ | ۱۳ دسامبر ۲۰۰۳  | ۲ سال، ۰ روز    |
| ۷.     | رزلین حسن                               | ۱۴ دسامبر ۲۰۰۳ | ۱۳ دسامبر ۲۰۰۵  | ۲ سال، ۰ روز    |
| ۸.     | عبدالحکیم برهان                         | ۱۴ دسامبر ۲۰۰۵ | ۱۳ دسامبر ۲۰۰۷  | ۲ سال، ۰ روز    |
| ۹.     | احمد فؤاد اسماعیل                       | ۱۴ دسامبر ۲۰۰۷ | ۱۳ ژوئیه ۲۰۱۳   | ۵ سال، ۲۱۶ روز  |
| ۱۰.    | احمد فیصل طالب                          | ۱۸ ژوئیه ۲۰۱۳  | ۱۶ ژوئیه ۲۰۱۵   | ۱ سال، ۳۶۴ روز  |
| ۱۱.    | محمد امین نورالدین عبدالعزیز            | ۱۸ ژوئیه ۲۰۱۵  | ۳۰ سپتامبر ۲۰۱۸ | ۳ سال، ۷۵ روز   |
| ۱۲.    | نور هشام احمد دهلان                     | ۲ اکتبر ۲۰۱۸   | ۳۰ سپتامبر ۲۰۲۰ | ۱ سال، ۳۶۵ روز  |
| ۱۳.    | مهادی چه نگاه                           | ۱ اکتبر ۲۰۲۰   | ۳۱ مارس ۲۰۲۳    | ۲ سال، ۱۸۲ روز  |
| ۱۴.    | داتوک سری قمرالزمان مت صالح (زاده ۱۹۶۴) | ۱۷ آوریل ۲۰۲۳  | صاحب منصب       | ۲ سال، ۷۵ روز   |